# Відносність у логіці
Відносність у логіці полягає в тому, що одне й те саме явище або подію деяка спільнота може розглядати по різному. Це може торкатись політичних поглядів, релігійних переконань, відношенню до устроїв і традицій, а також величезної кількості факторів які, так чи інакше, торкаються життя людини.

## Приклади
- У західній культурі пропагується фемінізм (в основному серед жінок, звичайно), у свою чергу в мусульман жінка не вважається повноцінною людиною і навіть за мінімальну тягу до зрівняння статевих прав вона може бути суворо покарана.
- Людина ліберальних поглядів розглядає Північну Корею як явний приклад тоталітаризму та напевно навіть деякі порівнюють правителя цієї країни з Великим Братом із відомого роману «1984». Хоча, для звичайного корейця із північної частини півострова, його правитель є іконою і було б дивно (небезпечно, якщо бути до кінця чесним) пройти повз пам'ятника «Полководця», не звернувши на нього уваги.